# Bless4
bless4，是来自美国的日本演唱团体，他们四个兄弟姐妹全部是属于川满家族。所属事务所為川满藝術娛樂（Kawamitsu Artatainment），前所属事务所為渡边娱乐及日本索尼音乐娱乐。
演唱团体內的妹妹AKINO有她自己的独唱音乐事业，而弟弟AIKI还发布了个人单曲。
2022年4月19日，AIKI退出發表。官方網站表示仍然為成員身份，至此以3人形式繼續活動。

## 主要成员
- AKASHI（アカシ、1982年1月29日（43歲） - ）
  - 原名：川满 证（かわみつ あかし）、队长。
- KANASA（カナサ、1984年5月2日（40歲） - ）
  - 原名：川满 爱（かわみつ かなさ）
- AKINO（アキノ、1989年12月31日（35歲） - ）
  - 原名：川满 爱希信（かわみつ あきの）

## 已離開成员
- AIKI（アイキ、1991年10月29日（33歲） - ）
  - 原名：川满 哀行（かわみつ あいき）

## 音乐作品

### 单曲
- Good Morning! Mr.Sunshine（2003年5月7日）
- 走れ! 奇跡（2003年8月6日）
- ガジュマルの下で（沖繩限定發賣盤：2004年2月25日、全國流通盤：2004年10月13日）
  - 佐藤製藥『STONA』廣告歌曲
- 123（2005年1月19日）
  - NHK『大家的歌』使用曲
- 絆の花（2007年7月21日）

### 专辑
- ALL 4 ONE（2005年2月2日）
  - With you (Album Version)：雫石滑雪场2005年TVCF印象歌曲
  - Don't Look Back：佐藤製藥『STONARINI S』廣告歌曲
- 夢つむぎ（2011年1月12日）

## 电视节目
- 魅惑のスタンダードポップス
- さんまのSUPERからくりTV「第7回芸能人替え歌王決定戦」（TBS 2011年）水木一郎、竹本孝之と出演。第3位獲得。